# Copa del Pacífico 1968
La Copa del Pacífico de 1968 fue la IV edición de la Copa del Pacífico. Esta versión del torneo debía definirse en cuatro partidos: dos jugados en Lima y dos en Santiago de Chile. Sin embargo, por desacuerdos económicos entre las federaciones, los encuentros de revancha en Santiago no se llegaron a disputar.
Es la primera vez que el seleccionado de Chile logra empatar en número de trofeos a Perú, estando al mando de la escuadra de Chile Salvador Nocetti.

## Partidos

### Partido Ida
| 18 de agosto de 1968 | Perú            | 1:2 (0:2) | Chile              | Estadio Nacional del Perú, Lima                                 |                                                                 |
|                      | H. Bailetti 67' |           | F. Valdés 31', 34' | Asistencia: 26.008 espectadores Árbitro(s): César Orozco (Perú) | Asistencia: 26.008 espectadores Árbitro(s): César Orozco (Perú) |

### Partido Vuelta
| 21 de agosto de 1968 | Perú | 0:0 | Chile | Estadio Nacional del Perú, Lima    |  |
|                      |      |     |       | Árbitro(s): Arturo Yamasaki (Perú) |  |

## Tabla
| Equipo | Pts | PJ | PG | PE | PP | GF | GC | Dif |
| ------ | --- | -- | -- | -- | -- | -- | -- | --- |
| Chile  | 3   | 2  | 1  | 1  | 0  | 2  | 1  | +1  |
| Perú   | 1   | 2  | 0  | 1  | 1  | 1  | 2  | -1  |

| Chile         |
| Campeón CHILE |